# Pietà (Sebastiano del Piombo)
La Pietà è un dipinto a olio su tavola di pioppo (190x245 cm) di Sebastiano del Piombo, databile al 1512-1516 e conservato nel Museo civico (sede distaccata presso il Museo dei Portici - Palazzo dei Priori) di Viterbo. 

## Storia
L'opera è una delle più antiche testimonianze della collaborazione tra Michelangelo e Sebastiano del Piombo ed era destinata alla chiesa di San Francesco di Viterbo. Commissionata da Giovanni Botonti, chierico di camera, la pala fruttò all'artista grande notorietà, segnando l'inizio della sua feconda collaborazione con Michelangelo. Al Buonarroti è infatti riferita da Vasari sia l'invenzione, sia l'esecuzione di un cartone preparatorio, sebbene quest'ultimo non sia stato mai rintracciato. Sono stati invece rinvenuti studi preparatori del torso e delle mani della Vergine (Vienna), che confermano l'intervento del pittore toscano. Del volto della Vergine, invece, si conservano due preliminari a sanguigna di Sebastiano nel retro della tavola. Recentemente, infine, è stato individuato il contributo di Sebastiano del Piombo anche nella figura del Cristo morto (Alessi 2008; Johannides-Wivel 2017); al pittore va ricondotto, secondo la testimonianza di Vasari, anche il paesaggio in notturna. In quest'ultimo è stata riconosciuta una veduta degli impianti termali romani di Santa Maria in Silice, nei pressi del Bulicame di Viterbo. Anche Michelangelo Buonarroti venne a Viterbo in quegli anni a curarsi il "mal della pietra"; in quella circostanza secondo alcune fonti ritrasse l'impianto termale del Bacucco in un foglio ora conservato a Lilla.

## Descrizione
In un paesaggio notturno, che Vasari attribuì completamente a fra' Sebastiano, si trovano le due figure monumentali e isolate di Maria e Gesù morto, disteso ai suoi piedi. L'impostazione patetica della Vergine, che stringe la mani e guarda verso il cielo, l'attenzione alle volumetrie e all'anatomia rimandano invece alla lezione di Michelangelo.
Il bellissimo corpo di Cristo in particolare, risaltato dal contrasto con il sudario bianco, spicca come nodo della composizione, alla base della piramide che ha il vertice nella testa di Maria, molto mascolina. Pienamente compiuta appare la sintesi tra l'espressività delle figure umane ispirata da Michelangelo e l'uso del colore e del paesaggio tipicamente veneti.
Nonostante il paesaggio lunare, con fini accordi cromatici, le figure principali sono illuminate frontalmente in maniera tradizionale. L'ambientazione notturna, così rara e cruciale per i futuri sviluppi dell'arte italiana, era dettata da necessità legate a una corretta lettura del testo biblico, e ad esigenze narrative, per isolare il corpo morto di Cristo dalla sfondo e amplificarne il dramma. Traspare nel dipinto, certamente il capolavoro di Sebastiano, spoglio, severo e quasi arcaico, «la solitudine senza speranza che separa la Madre impietrita e il Figlio morto, ed entrambi da un Dio Padre addirittura nullificato dall'audacissima idea […] di prolungare oltre il momento evangelico della morte sulla croce le tenebre sul mondo» (Rosci).
Più che alla tradizionale iconografia della Vesperbild, il pittore sembra essersi qui indirizzato verso un tipo di spiritualità più vicina agli agostiniani, tanto che si parla piuttosto di Andachtbild, ossia di "immagine per la preghiera".